# Korporacyjna żywność
Korporacyjna żywność (ang. Food, Inc.) – amerykański film dokumentalny z 2008 roku w reżyserii Roberta Kennera.
Film ukazuje skalę konsumpcji w dzisiejszym świecie i wpływ jaki wywiera na hodowlę i produkcję rolną. Autorzy sygnalizują, iż zyski przedsiębiorców liczą się dużo bardziej niż zdrowie konsumentów czy pracowników zakładów produkujących żywność dla supermarketów i fast foodów.
Obraz otrzymał szereg prestiżowych nagród filmowych. Był również nominowany do Oscara za najlepszy pełnometrażowy film dokumentalny w 2010.